# تيلينغ لايز
تيلينغ لايز (بالإنجليزية: Telling Lies)‏، هي لعبة فيديو من نوع محادثات افتراضية، صدرت اللعبة بتاريخ 23 أغسطس 2019، وتعمل على منصات بلاي ستيشن 4، إكس بوكس ون، مايكروسوفت ويندوز، نينتندو سويتش، ماك أو إس، ومتجر آي أو إس التابعة لشركة آبل، تم تطوير اللعبة من قبل المطور البريطاني سام بارلو، ونشرها شركة أنابورنا إنتراكتيف الأمريكية.

## طريقة اللعبة
تبدأ اللعبة بفتح موقع على الإنترنت، وتقوم بمحادثات افتراضية مسجلة مع شاب و3 فتيات عن الغرامة والمواعيد، وغيرها.

## روابط خارجية
- تيلينغ لايز على موقع IMDb (الإنجليزية)